# Уліссес
Футбольний клуб «Уліссес» (вірм. «Ուլիս» Ֆուտբոլային Ակումբ, Ulis Futbolayin Akumb) — колишній вірменський футбольний клуб із Єревана, заснований 2000 року. Виступав у вірменській Прем'єр-лізі. Розформований у 2016 році.

## Досягнення
Прем'єр-ліга:
- Чемпіон (1): 2011
- Срібний призер (1): 2014-15
- Бронзовий призер (2): 2009, 2010